# Frederic d'Àustria
Frederic d'Àustria   (Židlochovice, 4 de juny de 1856 - Magyaróvár, 30 de desembre de 1936) fou arxiduc d'Àustria i duc de Teschen. Durant la Primera Guerra Mundial va ser el Comandant Suprem de l'exèrcit austrohongarès.

## Orígens familiars
Frederic va néixer al castell Gross-Seelowitz (actualment Židlochovice, prop de Brno, Moràvia), essent fill de l'arxiduc Carles Ferran d'Àustria i de l'arxiduquessa Elisabet d'Àustria.